# Alois Mitterhuber
Alois Mitterhuber (* 16. Oktober 1932 in Göstling an der Ybbs) ist ein österreichischer Choreograf, Ballettmeister und Pädagoge.

## Leben und Arbeit
Alois Mitterhuber ist der drittgeborene Sohn von Anton und Blandina Mitterhuber (geborene Fallmann). Beide Elternteile entstammten Familien, die in Göstling bzw. Lackenhof am Ötscher Gastwirtschaften betrieben.
Mitterhuber absolvierte von 1947 bis 1949 die Kaufmännische Wirtschaftsschule in Wien-Margareten und war zunächst im Textilgewerbe beschäftigt.
Während einer recht erfolgreichen Karriere als Eistänzer (1954–1958) studierte Alois Mitterhuber von 1955 bis 1958 an der Wiener Ballettschule von Dia Luca, Choreografin der Wiener Volksoper. Zusätzliche Ausbildung erfolgte bei Lucia Bräuer, Nora Kiss und Willy Fränzl (1898–1982) sowie in Paris bei Boris Trailine, des Weiteren bei Suse Preisser, Gustav Blank (1908–1987) und Michele de Lutry in München. Seine Jazztanz-Lehrer waren Norman Thomson in Wien und Luigi in New York.
Von 1958 bis 1964 war Mitterhuber Mitglied des Wiener Volksopern-Balletts; 1964 bis 1967 Vortänzer bzw. Solist an der Bayerischen Staatsoper in München.
1963 war Mitterhuber Mitbegründer des Kleinen Wiener Balletts, wofür seine ersten Choreografien (Die Saat des Bösen zu Strawinskis Sinfonie in drei Sätzen) entstanden.
1967–1974 leitete er das Ballett des Theater an der Wien. Von ihm stammen viele Choreografien, etwa Der Golem von Francis Burt oder Peter Schlemihl von Peter Ronnefeld. In dieser Zeit schuf er auch mehrere Ballette für das Fernsehen.
Zusätzlich zu seiner Tätigkeit als freischaffender Künstler mit eigener Ballettschule war Mitterhuber Professor für Charaktertanz am Konservatorium der Stadt Wien. Seine bisherigen Veröffentlichungen umfassen Libretti, Einführungsvorträge zu Ballett und Tanz sowie Aufsätze und Statements zu Ballett in der Zeitschrift Neue Wege.
2010 erschien die Autobiografie Der Tanz – mein Leben. Erinnerungen an ein Künstlerleben.

## Auszeichnungen, Preise
- Goldenes Verdienstzeichen des Landes Wien (2009)[2]